# Quelicai Antigo
| \| \| |
|       |

|  |

Quelicai Antigo (Quelikai Antigu, deutsch „Alt-Quelicai“) ist ein osttimoresisches Verwaltungsamt (portugiesisch Posto Administrativo) in der Gemeinde Baucau. Der Verwaltungssitz befindet sich im Suco Afaçá. Quelicai Antigo wurde am 1. Januar 2024 vom Verwaltungsamt Quelicai abgetrennt.

## Geographie
Das Verwaltungsamt Quelicai Antigo liegt im Süden der Gemeinde Baucau. Es grenzt im Nordwesten an das Verwaltungsamt Baucau, im Norden an Laga, im Osten an das Verwaltungsamt Baguia und im Südwesten an das Verwaltungsamt Quelicai.
Quelicai Antigo hat eine Fläche von 68,23 km² und teilt sich in die fünf Sucos Abafala, Afaçá (Afasa), Guruça (Gurusa), Namanei und Uaitame (Waitame).

Klimadaten im ehemaligen Verwaltungsamt Quelicai
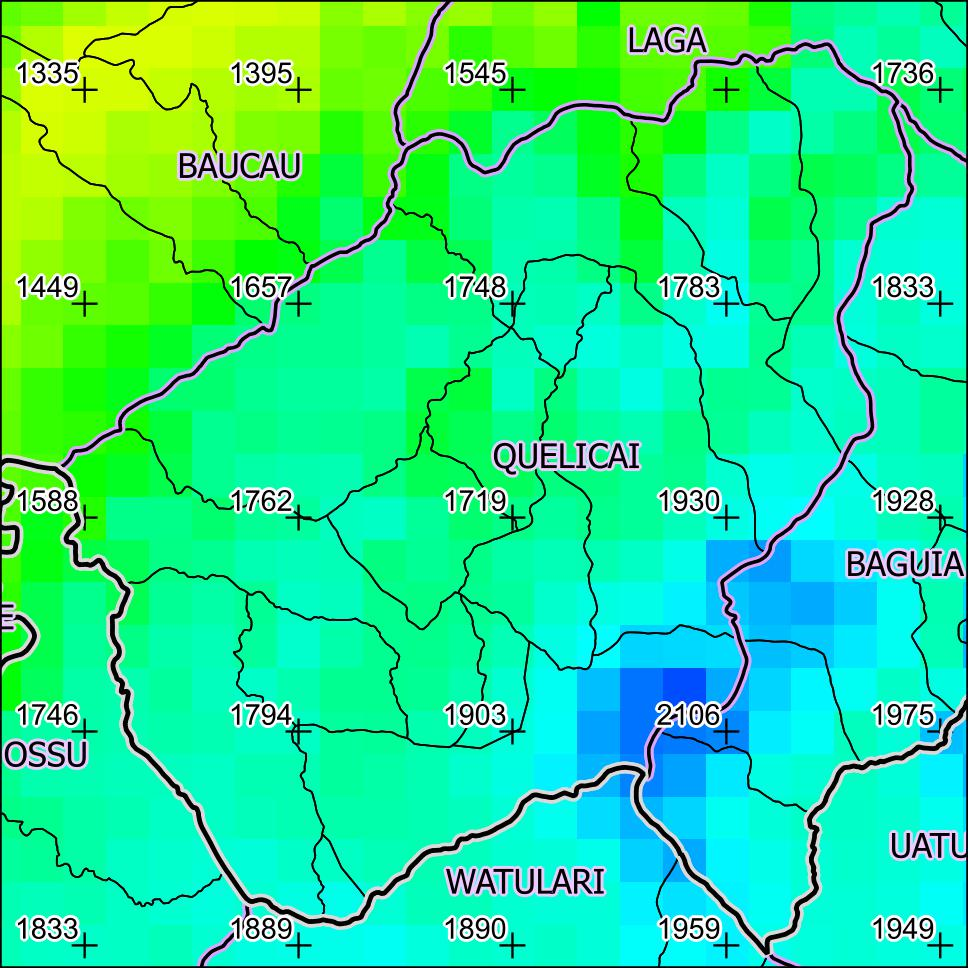
Jährliche Niederschlagsmenge (2000)
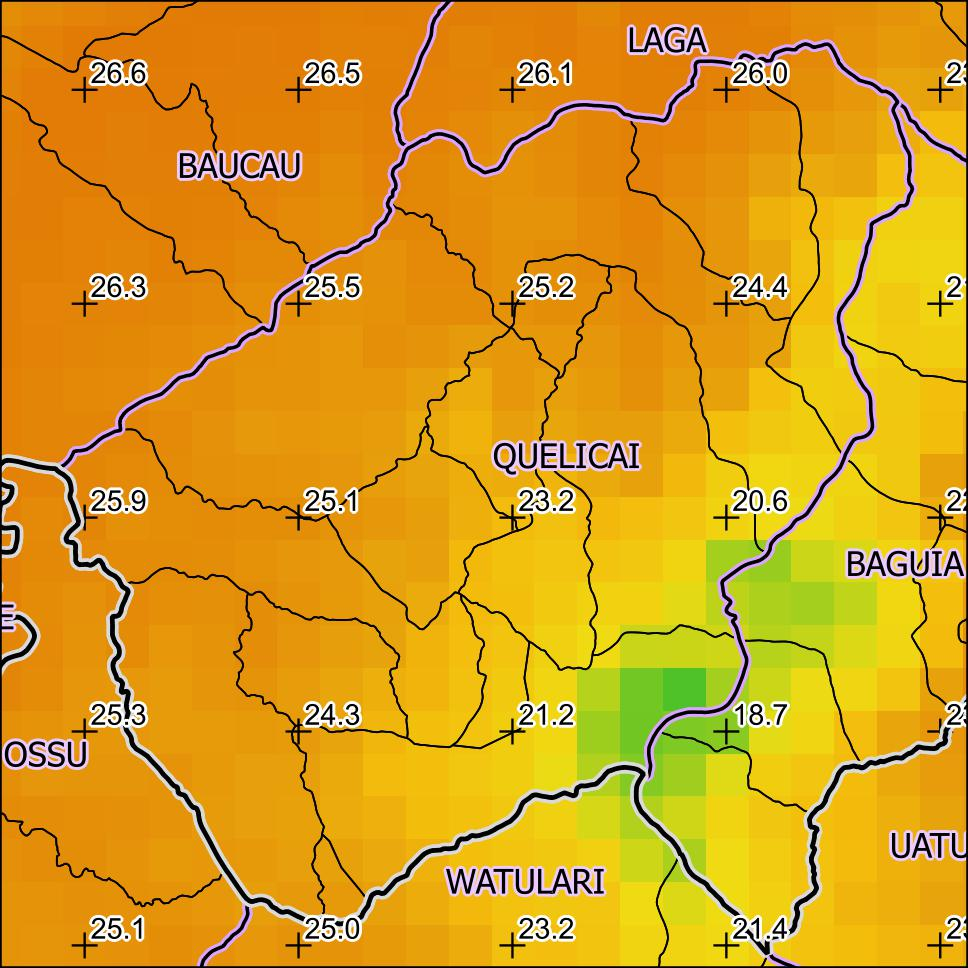
Jahresdurchschnitts-temperatur (2000)

## Einwohner

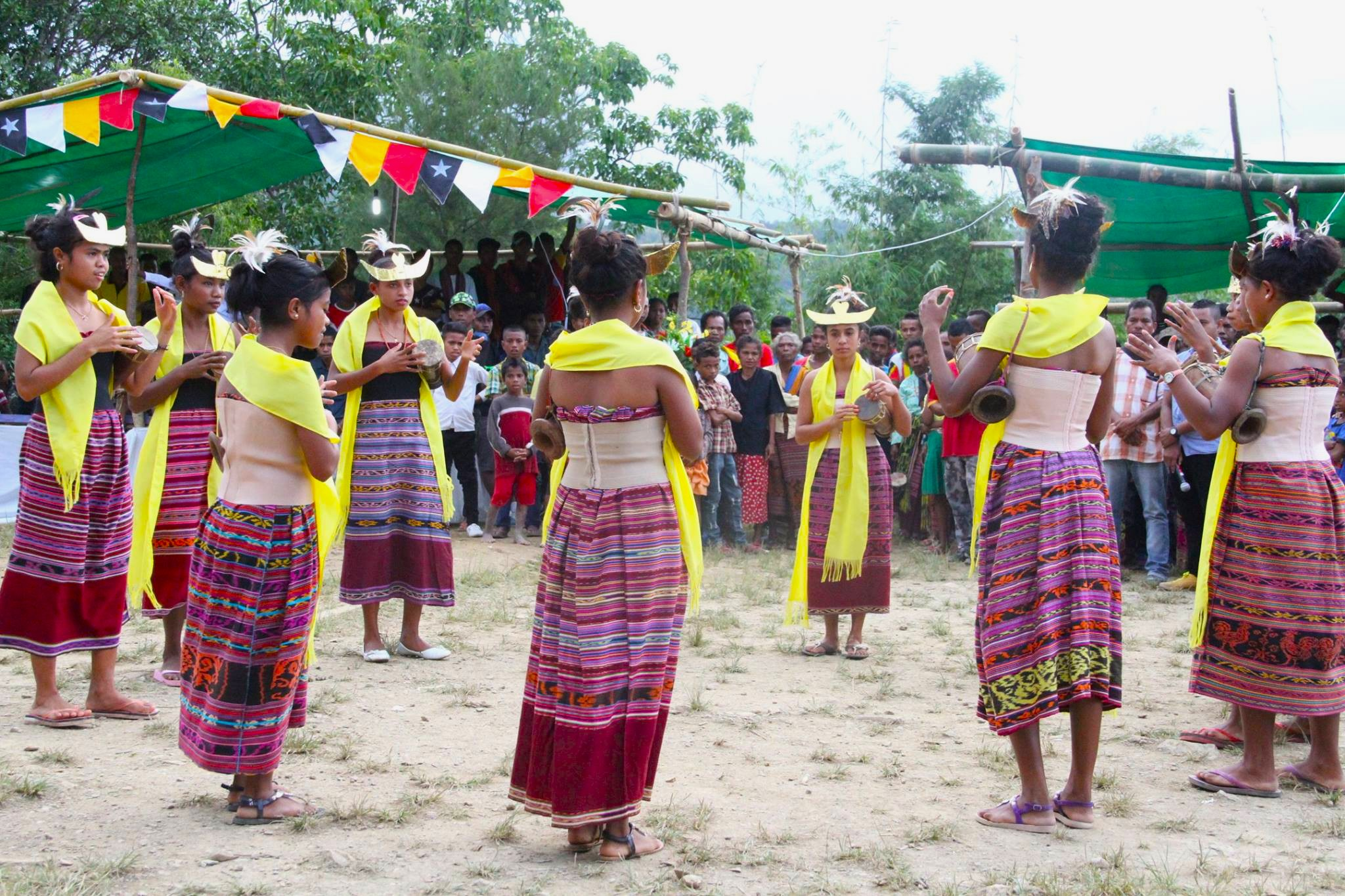
Feierlichkeiten in Uaitame (2016)

Im Verwaltungsamt leben 6.732 Einwohner (2022). Die größte Sprachgruppe bilden die Sprecher der Nationalsprache Makasae.

## Geschichte
1903 und 1912 scheiterten Aufstände Quelicais gegen die portugiesischen Kolonialherren.
In den 1930er Jahren wurde in Afaçá von Distriktsverwalter Armando Eduardo Pinto Correia ein Schulgebäude errichtet. Von ihr sind nur noch Ruinen erhalten.
Beim Einmarsch der Indonesier in Osttimor ab 1975 wurden viele Orte evakuiert. Uaitame war verlassen, als die indonesischen Truppen den Ort erreichten. Später kehrten die Menschen zurück. Am 9. Januar 1979 wurden alle 600 Einwohner des Sucos von der indonesischen Besatzungsmacht nach Mulia (Verwaltungsamt Laga) zwangsumgesiedelt. Man befürchtete, die Dörfer, die nah an den Wäldern lagen, könnten die FALINTIL unterstützen. Die alten Wohnhäuser wurden nach der Räumung niedergebrannt, Felder zerstört und das Vieh getötet. Mehrere Bewohner wurden verletzt. Unter schwerer Bewachung wurden die Einwohner über das Umsiedlungslager in Quelicai auf Lastwagen nach Mulia gebracht. Zwischen 1979 und 1981 wurden insgesamt 205 Familien aus Quelicai, Afaçá, Guruça, Abafala, Uaitame und Bualale durch die Indonesier nach Mulia zwangsumgesiedelt. In Mulia fehlte es an Häusern, Betten, Essen und Kleidung. 250 Menschen starben an Hunger und Krankheiten.
Der erste Stein des Sitzes des Verwaltungsamtes Quelicai Antigo wurde am 15. Juni 2023 in Afaçá gelegt und am 27. Juni 2025 offiziell eingeweiht.

## Wirtschaft und Infrastruktur
Ein Großteil der Bevölkerung im Verwaltungsposten Quelicai Antigo hat keinen direkten Zugang zu sauberem Wasser. Wenn sie sich waschen und baden möchten, müssen sie vier bis sieben Kilometer zurücklegen, um Wasser zum Beispiel aus einem Fluss zu holen. Auch aus der Stadt Baucau wird Trinkwasser beschafft. Nur drei Sucos sind an das Stromnetz angeschlossen. Die mangelhaften Straßen erschweren, das Potential für den Tourismus zu nutzen, auch wenn der Matebian mit seiner Landschaft ein attraktives Ziel ist.
Im gesamten Verwaltungsamt werden Weizen, Reis, Hirse, Mehl, Baumwolle, Bohnen, Kohl, Kaffee, Senf, Bohnen, Nüsse, Reis, Jackfrucht, Ananas und anderen Nutzpflanzen angebaut. Zu den Haustieren gehören Rinder, Rinder, Pferde, Ziegen, Schafe, Hühner, Schweine und Hunde.
Fast alle Dörfer haben Grundschulen, auch wenn es oft an Lehrern und Material mangelt.

## Politik
Der Administrator des Verwaltungsamts wird von der Zentralregierung in Dili ernannt. Am 13. Dezember 2024 wurde Francisco Matias Gusmão zum Administrator ernannt.